# أماندا (مغنية)
أماندا (بالفرنسية: Amanda Lameche؛ بالسويدية: Amanda) هي مغنية سويدية وفرنسية، ولدت في 24 مارس 1985 في الألب الفرنسية ‏ في فرنسا.

## وصلات خارجية
- أماندا على موقع ميوزك برينز (الإنجليزية)
- أماندا على موقع ميوزك برينز (الإنجليزية)
- أماندا على موقع ديسكوغز (الإنجليزية)
- أماندا على موقع ديسكوغز (الإنجليزية)